# 戰舞者
戰舞者，是日本純種競賽馬匹。生涯活躍於一哩賽事，曾於2019年勝出朝日盃未來錦標，其後於2020及2022年兩度勝出每日王冠。

## 出賽前
2017年1月23日出生於北海道安平町北部牧場，成長途中於一口馬主俱樂部Silk Racing Co. Ltd.進行馬主募集。
其後交由美浦訓練中心練馬師堀宣行訓練。

## 競賽生涯

### 2歲
2019年6月2日出戰東京競馬場2歲新馬戰，比賽途中選擇居中戰術，進入直路後逐步迫近前方領放的Absolutismo，最終超越對手之餘更拋離2馬位取首勝。
其後出戰沙特阿拉伯皇家盃，賽前獲得第一人氣。比賽開始後，其進佔先頭第四的位置逐步推進，進入直路後隨即和一同衝出的金鞭展開激烈的纏鬥，最終於其不斷加速率先透出下，其以1 1/4馬位的優勢及破東京競馬場草地1600米賽道2歲馬紀錄的1分32.7秒取得首個分級賽冠軍。
12月15日出戰朝日盃未來錦標，賽前以2.0倍獨贏賠率取得第一人氣。比賽開始後，其於順利出閘之下保持於先頭第三的位置，並於比賽途中以穩定的等待加速的時機。進入直路後，其隨即開始發力加速，於最最後300米處一舉衝出取得領先，及後繼續保持速度拋離後方追擊的大成遠見取得首個一級賽冠軍，而本次比賽其除了以1分33.0秒的完賽時間將野田優驥2017年的紀錄推前0.3秒外，其亦以538公斤的體重打破2歲一級賽優勝的紀錄。

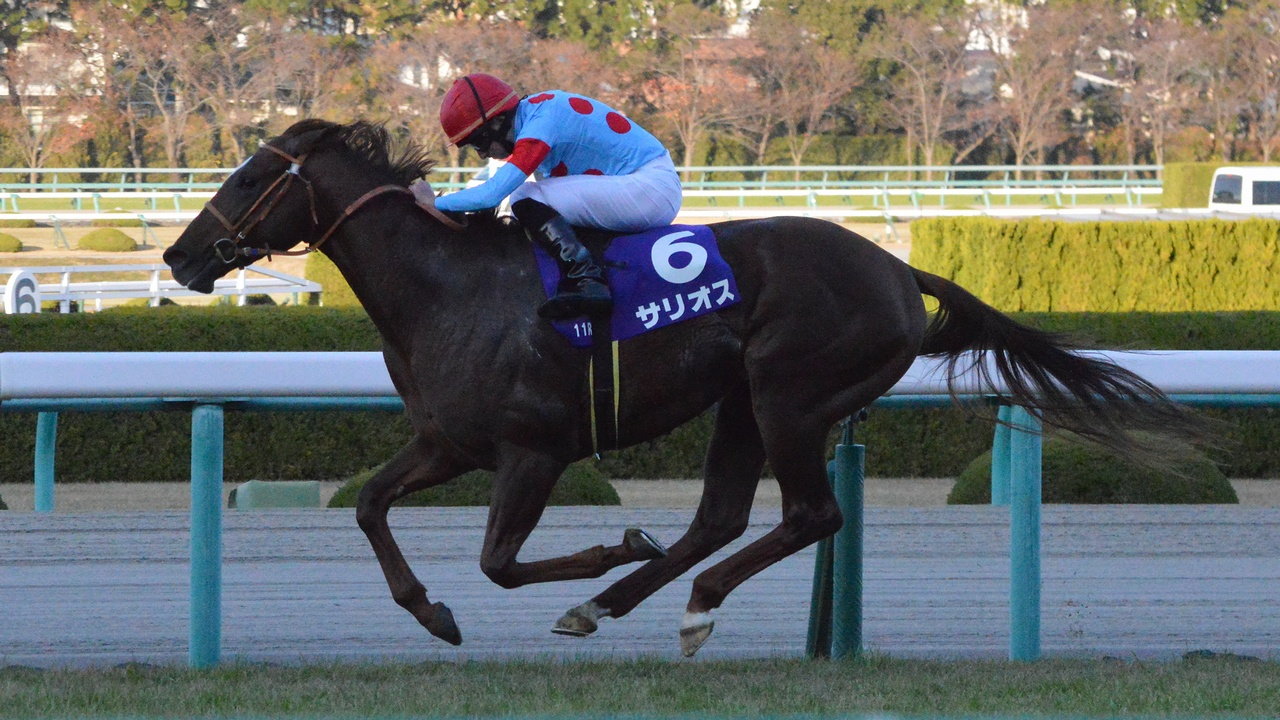
出戰朝日盃未來錦標的戰舞者

### 3歲
進入2020年，其於未出戰任何前哨戰的情況下直走皋月賞，同時本次比賽亦爲其和另一匹以無敗姿態奪得一級賽的賽駒鐵鳥翱天的首次對決，因而備受矚目。比賽開始後，前方的真理狂想及紅瑪瑙瞬間搶佔位置進行領放，並於比賽途中將步速逐漸拉高，而戰舞者選擇先行戰術，鐵鳥翱天則於後方位置追走。通過第四彎道時，處於先頭位置的賽駒紛紛因快步速而逐漸力弱，僅有戰舞者一駒可以保持走勢繼續推進。進入直路後，其開始逐步發力並取代失速的對手進佔第一的位置，同時和外檔衝出的鐵鳥翱天展開開始展開爭奪。直路中段，兩駒的纏鬥逐漸變得白熱化，然而此時戰舞者受到內欄較較爲崎嶇的賽道影響逐漸失去優勢，最終被對手超越下以1/2馬位差距吞下生涯首敗。
其後出戰經典三冠次關東京優駿（日本打吡），將再度和鐵鳥翱天一決勝負。比賽開始後，其選擇有別於以往的居中戰術，於比賽途中一直保持於中團約莫第十的位置，反而上仗採用居中戰術的鐵鳥翱天則主動搶佔位置於先頭推進。通過第四彎道時，鐵鳥翱天仍然處於前方位置衝刺，而戰舞者此時選擇抽出外檔，並於進入直路後不斷加速，可惜最終仍然未能對前方的對手造成有效威脅，最終被拉開3馬位落敗。
入秋後陣營對於其距離適性有所疑慮，因而決定避戰菊花賞並以每日王冠作爲起動戰。比賽開始後，重新採用先行戰術保持於第四的位置，進入直路後展現優秀的反應進行加速，最終成功突破之下以3馬位優勢完封第二名的大和卡尼取得冠軍。
11月22日縮程出戰一哩冠軍賽，比賽途中選擇於中團位置展開推進，進入直路後其雖然爆發出不俗的末腳迫近前方對手，但仍然無法造成足夠的威脅，最終敗於放聲歡呼、冠軍車手、頌讚火星及橙紅色以第五落敗。

### 4歲
2021年以大阪盃作爲年度首戰，雖然於進入直路後一度由內欄展現優秀的衝刺力，但於中段逐漸力盡之下無法保持走勢，最終以第五完賽。
其後返回一哩戰線但仍然未能發揮優秀表現，6月出戰安田紀念以第八落敗，秋季於一哩冠軍賽亦僅跑獲第六。
12月陣營決定安排其遠征香港，以香港一哩錦標作爲目標。比賽開始後，由於其於最內檔的位置起步，因而積極地搶佔位置並於先頭逐步推進，並於通過最後時候經已取得領先。進入直路後，其繼續於中檔位置穩步加速，可惜最終仍然被外檔的主隊馬金鎗六十及幸福笑容超越獲得第三。

### 5歲
2022年年初選擇以高松宮紀念作爲年度首戰，爲其首次挑戰短途賽事，然而於本次比賽途中，其受到軟地的影響無法在直路上展開加速，最終以第十五大敗。
6月5日出戰安田紀念，比賽途中一直保持於中團穩定追走，並於比賽途中稍爲墮後以取得有利的位置。進入直路後展現出銳利的加速力並和一同衝出的前人足跡及速度大師展開纏鬥，最終稍遜一籌下被對手率先透出，以季軍的戰績完賽。
放草約4個月後於秋季出戰每日王冠，再度由4歲時策騎過其的松山弘平執繮。雖然賽前於其外檔的野田小子突然衝出閘箱，但戰舞者情緒仍然非常穩定並未受到影響。比賽開始後，其騎師松山主動放慢其的速度，讓其保持於約莫第五、六的位置逐步推進。進入直路後，其瞬間於所在位置進入狀態加速，最終轟出後600米33.8秒的末腳速度下將前方賽駒全數超越，奪得時隔2年的勝利之外，亦成爲繼1988及1989年小栗帽後，第二匹勝出兩屆每日王冠的賽駒。
11月20日出戰一哩冠軍賽，然而未能保持優秀表現下在直路上完全未能衝出，最終以第十四大敗。
其後陣營宣佈再度安排其遠征香港出戰香港一哩錦標並以此作爲退役戰，然而於賽前一日直12月10日其被發現左前腳有不良於行的症狀，最終選擇避戰下在回國後直接退役。

### 詳細賽績
| 日期       | 舉辦國家/地區 | 馬場 | 距離   | 級別 | 賽事名稱         | 負重 | 騎師     | 馬號 | 出馬 | 名次 | 時間     | 頭馬（二馬）    |
| ---------- | ------------- | ---- | ------ | ---- | ---------------- | ---- | -------- | ---- | ---- | ---- | -------- | --------------- |
| 2/6/2019   | 日本          | 東京 | 草1600 |      | 2歲新嗎          | 54   | 連達文   | 7    | 8    | 1    | 1:37.1   | （Absolutismo） |
| 5/10/2019  | 日本          | 東京 | 草1600 | GIII | 沙地阿拉伯皇家盃 | 55   | 石橋脩   | 3    | 9    | 1    | 1:31.7   | （金鞭）        |
| 15/12/2019 | 日本          | 阪神 | 草1600 | GI   | 朝日盃未來錦標   | 55   | 莫雅     | 6    | 16   | 1    | 1:33.0   | （大成遠見）    |
| 19/4/2020  | 日本          | 中山 | 草2000 | GI   | 皋月賞           | 57   | 連達文   | 7    | 18   | 2    | 2:00.8   | 鐵鳥翱天        |
| 31/5/2020  | 日本          | 東京 | 草2400 | GI   | 東京優駿         | 57   | 連達文   | 12   | 18   | 2    | 2:24.6   | 鐵鳥翱天        |
| 11/10/2020 | 日本          | 東京 | 草1800 | GII  | 每日王冠         | 54   | 李慕華   | 9    | 11   | 1    | 1:45.5   | （大和卡尼）    |
| 22/11/2020 | 日本          | 阪神 | 草1600 | GI   | 一哩冠軍賽       | 56   | 杜滿萊   | 17   | 17   | 5    | 1:32.4   | 放聲歡呼        |
| 4/4/2021   | 日本          | 阪神 | 草2000 | GI   | 大阪盃           | 57   | 松山弘平 | 2    | 13   | 5    | 2:02.7   | 麗冠花環        |
| 6/6/2021   | 日本          | 東京 | 草1600 | GI   | 安田紀念         | 58   | 松山弘平 | 1    | 14   | 8    | 1:32.5   | 野田賢君        |
| 21/11/2021 | 日本          | 阪神 | 草1600 | GI   | 一哩冠軍賽       | 57   | 松山弘平 | 4    | 16   | 6    | 1:33.1   | 放聲歡呼        |
| 12/12/2021 | 香港          | 沙田 | 草1600 | GI   | 香港一哩錦標     | 57   | 連達文   | 6    | 11   | 3    | R1:34.18 | 金鎗六十        |
| 27/3/2022  | 日本          | 中京 | 草1200 | GI   | 高松宮紀念       | 57   | 石橋脩   | 1    | 18   | 15   | 1:08.9   | 日照飛駿        |
| 5/6/2022   | 日本          | 東京 | 草1600 | GI   | 安田紀念         | 58   | 連達文   | 17   | 18   | 3    | 1:32.3   | 前人足跡        |
| 9/10/2022  | 日本          | 東京 | 草1800 | GII  | 毎日王冠         | 56   | 松山弘平 | 3    | 10   | 1    | 1:44.1   | （俊彥茶座）    |
| 20/11/2022 | 日本          | 阪神 | 草1600 | GI   | 一哩冠軍賽       | 57   | 莫雅     | 5    | 17   | 14   | 1:33.6   | 秀逸小島        |
| 11/12/2022 | 香港          | 沙田 | 草1600 | GI   | 香港一哩錦標     | 57   | 莫雅     | 3    | 9    | 退賽 | 退賽     | 加州星球        |

## 退役後
退役後，戰舞者成爲了配種馬，於北海道安平町社台Stallion Station休養，在2023年進行配種，首批子嗣將於2024年出生。首批子嗣可於2026年出出賽。

## 血統簡介
父系真心呼喚爲日本賽駒，生涯戰績優秀，曾於2005年有馬紀念擊敗無敗三冠馬大震撼奪得冠軍，亦於其後贏得杜拜司馬經典賽。祖父週日寧靜是美國三冠賽雙冠馬，退役後在日本配種，在日本馬壇相當成功，贏得多項分級賽事，其子嗣贏得巨額獎金。
母系Salomina爲德國賽駒，生涯戰績優秀，曾勝出一級賽德國橡樹大賽。外祖父樂美德爲英國生產的德國和美國賽駒，生涯戰績亦非常優秀，曾勝出柏林大賽、巴登大賽及歐洲大賽等一級賽。

### 血統表
| 父線：週日寧靜系（Halo系）        |                              |              |                 |
| 種馬 真心呼喚 2001年（棗色）      | 週日寧靜 1986年（棕色）      | Halo         | Hail to Reason  |
| 種馬 真心呼喚 2001年（棗色）      | 週日寧靜 1986年（棕色）      | Halo         | Cosmah          |
| 種馬 真心呼喚 2001年（棗色）      | 週日寧靜 1986年（棕色）      | Wishing Well | Understading    |
| 種馬 真心呼喚 2001年（棗色）      | 週日寧靜 1986年（棕色）      | Wishing Well | Mountain Flower |
| 種馬 真心呼喚 2001年（棗色）      | Irish Dance 1990年（棗色）   | 東來兵       | Kampala         |
| 種馬 真心呼喚 2001年（棗色）      | Irish Dance 1990年（棗色）   | 東來兵       | Severn Bridge   |
| 種馬 真心呼喚 2001年（棗色）      | Irish Dance 1990年（棗色）   | Buper Dance  | 利法爾          |
| 種馬 真心呼喚 2001年（棗色）      | Irish Dance 1990年（棗色）   | Buper Dance  | My Bupers       |
| 繁殖雌馬 Salomina 2009年（棗色）  | 樂美德 1988年（栗色）        | Niniski      | 尼真斯基        |
| 繁殖雌馬 Salomina 2009年（棗色）  | 樂美德 1988年（栗色）        | Niniski      | Virginia Hills  |
| 繁殖雌馬 Salomina 2009年（棗色）  | 樂美德 1988年（栗色）        | La Colorada  | Surumu          |
| 繁殖雌馬 Salomina 2009年（棗色）  | 樂美德 1988年（栗色）        | La Colorada  | La Dorada       |
| 繁殖雌馬 Salomina 2009年（棗色）  | Saldentigerin 2001年（棗色） | 虎山行       | 丹山            |
| 繁殖雌馬 Salomina 2009年（棗色）  | Saldentigerin 2001年（棗色） | 虎山行       | The Filly       |
| 繁殖雌馬 Salomina 2009年（棗色）  | Saldentigerin 2001年（棗色） | Salde        | Alkalde         |
| 繁殖雌馬 Salomina 2009年（棗色）  | Saldentigerin 2001年（棗色） | Salde        | Saite           |
| 雌系：Schwarzgold系（號族：16-c） |                              |              |                 |
| 五代內近親交配：北地舞人 5×5      |                              |              |                 |

## 命名由來
名字Salios（サリオス）出自古罗马神话中發明戰爭舞蹈的人之名字，香港則取其意思，翻譯为「戰舞者」。

## 外部連結
- 戰舞者 netkeiba.com （页面存档备份，存于）
- 血統表 （页面存档备份，存于）